# 福爾摩斯檔案簿
《福爾摩斯檔案簿》，（或譯《新探案》)此乃福爾摩斯系列的最後一本短篇小說集，於1927年出版。

## 故事
此書一共結集了12個短篇故事。
- 顯赫的顧客探案
- 蒼白的士兵探案
- 藍寶石探案
- 三面人形牆探案
- 吸血鬼探案
- 三名同姓之人探案
- 松橋探案（The Problem of Thor Bridge 或譯「雷神橋之謎」、「索爾橋之謎」或「雷神橋探案」）
- 匍行者探案
- 狮鬃探案
- 蒙面房客探案
- 老修桑姆莊探案
- 退休顏料商探案